# Меланезийский антропологический тип
Меланези́йский антропологи́ческий тип — один из вариантов меланезийской расы, выделенный некоторыми учёными. Распространён на островах Меланезии, исключая бо́льшую часть Новой Гвинеи, а также Новую Каледонию, Фиджи и некоторые другие острова. Наиболее ярко выражен собственно меланезийский комплекс антропологических признаков у аборигенов Соломоновых Островов. В сравнении с остальными популяциями меланезоидов, прежде всего с папуасскими, меланезийский тип отличается главным образом несколько более высоким ростом.
Собственно меланезийский антропологический тип выделяется в числе прочих в классификации Г. Ф. Дебеца — вместе с папуасским и новокаледонским типами меланезийский тип рассматривается как составная часть меланезийской малой расы океанической ветви большой негро-австралоидной расы.
Для меланезийского антропологического типа характерны такие признаки, как:
- наличие умеренно курчавых чёрных волос;
- средне развитый надбровный рельеф черепа;
- слабо выраженный прогнатизм;
- более широкая форма носа, чем у негритосов, но более узкая, чем у прочих популяций меланезоидов;
- сравнительно низкий рост.

В некоторых меланезийских популяциях отмечается независимое появление очень светлой пигментации волос. Данный признак встречается среди населения различных районов Меланезии, но шире всего белокурые волосы распространены у жителей Соломоновых Островов.
Прямой связи между этнической принадлежностью меланезийцев (выделяемой по языковым признакам) и принадлежностью к определённому антропологическому типу нет, но в целом большинство популяций меланезийцев характеризуется признаками меланезийского типа.
Другие антропологи (в частности, В. П. Алексеев и другие) ставят под сомнение возможность выделения в составе меланезийской расы собственно меланезийского, а также папуасского и новокаледонского типов. Исследования В. П. Алексеева, а также работы генетиков последних лет не выявили каких-либо географических закономерностей в распространении антропологических типов на территории Меланезии. Реальное разнообразие в ареале меланезийской расы представляется намного бо́льшим, но в иных границах, чем рамки трёх условных классических типов, в которые распределены большинство меланезоидов в настоящее время.
В современной западной антропологии расы в целом рассматриваются как неподходящие для отражения биологической изменчивости человека. В 2023 году Национальные академии наук, инженерии и медицины США отказались от выделения рас при генетических исследованиях.